# Altadena
Altadena es un lugar designado por el censo ubicado en el condado de Los Ángeles en el estado estadounidense de California. En el año 2000 tenía una población de 42.610 habitantes y una densidad poblacional de 1,891 personas por km².

## Geografía
Según la Oficina del Censo, la ciudad tiene un área total de 22,5 km² (8,7 mi²), de la cual 22,5 km² (8,7 mi²) es tierra y 0 km² (0 mi²) 0.00% es agua.

## Demografía
Los ingresos medios por hogar en la localidad eran de $60,549, y los ingresos medios por familia eran $66,800. Los hombres tenían unos ingresos medios de $49,098 frente a los $38,054 para las mujeres. La renta per cápita para la localidad era de $27,604. Alrededor del 10.6% de la población estaban por debajo del umbral de pobreza.